# Cazilhac (Hérault)
Pour les articles homonymes, voir Cazilhac.
Cazilhac est une commune française située dans le nord-est du département de l'Hérault, en région Occitanie.
Exposée à un climat méditerranéen, elle est drainée par l'Hérault, la Vis, le Rieutord et par un autre cours d'eau. La commune possède un patrimoine naturel remarquable : deux sites Natura 2000 (les « gorges de la Vis et de la Virenque » et les « gorges de l'Hérault ») et quatre zones naturelles d'intérêt écologique, faunistique et floristique.
Cazilhac est une commune urbaine qui compte 1 583 habitants en 2022, après avoir connu une forte hausse de la population depuis 1962. Elle est dans l'unité urbaine de Ganges. Ses habitants sont appelés les Cazilhacois et Cazilhacoises.

## Géographie

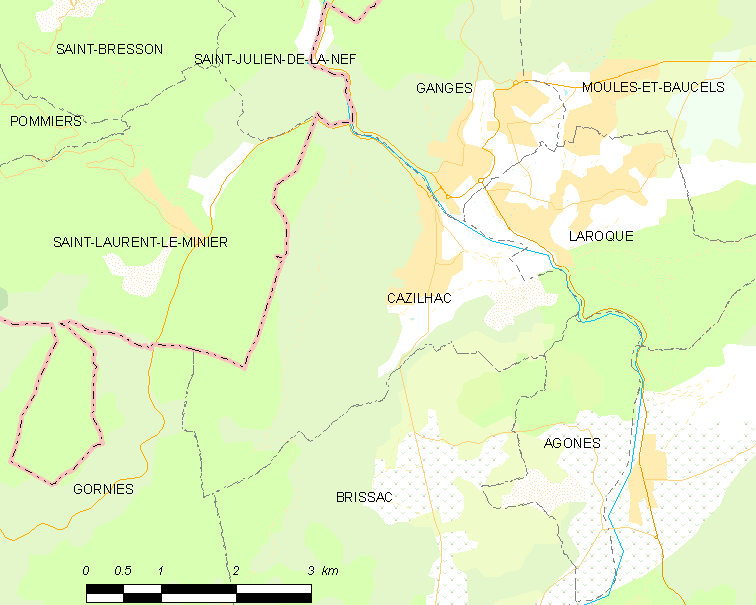
Carte.

Cazilhac se situe dans la haute vallée de l'Hérault, à 45 km au nord de Montpellier, 60 km au nord-ouest de Nîmes. La commune s'étend entre le massif de la Séranne et le cours d'eau de l'Hérault, elle jouxte la commune de Ganges.

### Climat
Pour des articles plus généraux, voir Climat de l'Occitanie et Climat de l'Hérault.
En 2010, le climat de la commune est de type climat méditerranéen franc, selon une étude s'appuyant sur une série de données couvrant la période 1971-2000. En 2020, Météo-France publie une typologie des climats de la France métropolitaine dans laquelle la commune est exposée à un climat méditerranéen et est dans la région climatique  Provence, Languedoc-Roussillon, caractérisée par une pluviométrie faible en été, un très bon ensoleillement (2 600 h/an), un été chaud (21,5 °C), un air très sec en été, sec en toutes saisons, des vents forts (fréquence de 40 à 50 % de vents > 5 m/s) et peu de brouillards.
Pour la période 1971-2000, la température annuelle moyenne est de 14,1 °C, avec une amplitude thermique annuelle de 16,7 °C. Le cumul annuel moyen de précipitations est de 1 210 mm, avec 7,7 jours de précipitations en janvier et 3,3 jours en juillet. Pour la période 1991-2020, la température moyenne annuelle observée sur la station météorologique la plus proche, située sur la commune de Montdardier à 9 km à vol d'oiseau, est de 12,9 °C et le cumul annuel moyen de précipitations est de 1 487,0 mm,. Pour l'avenir, les paramètres climatiques de la commune estimés pour 2050 selon différents scénarios d'émission de gaz à effet de serre sont consultables sur un site dédié publié par Météo-France en novembre 2022.

### Milieux naturels et biodiversité

#### Réseau Natura 2000

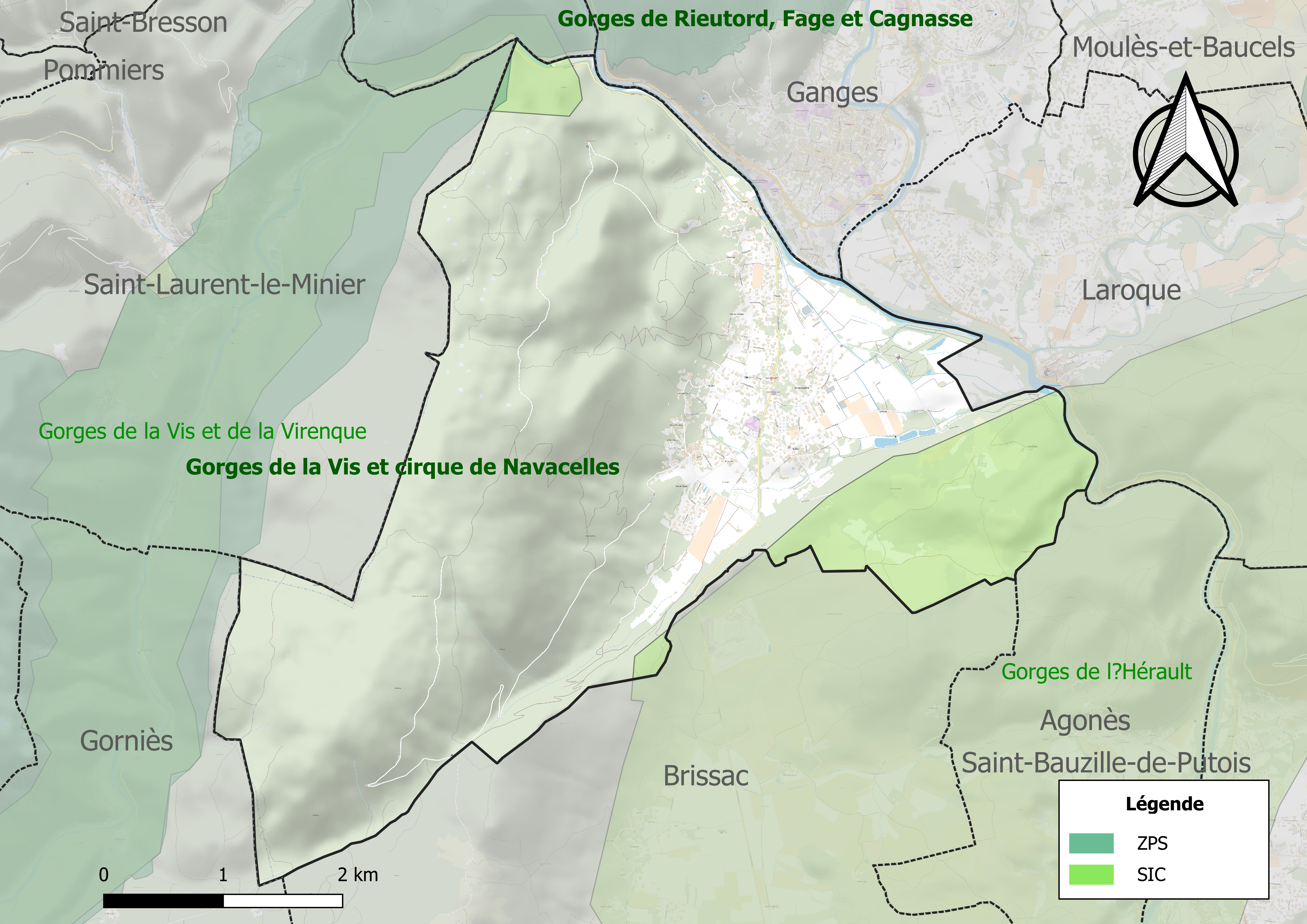
Sites Natura 2000 sur le territoire communal.

Le réseau Natura 2000 est un réseau écologique européen de sites naturels d'intérêt écologique élaboré à partir des directives habitats et oiseaux, constitué de zones spéciales de conservation (ZSC) et de zones de protection spéciale (ZPS).
Deux sites Natura 2000 ont été définis sur la commune au titre de la directive habitats :
- les « gorges de l'Hérault », d'une superficie de 21 736 ha, entaillent un massif calcaire vierge de grandes infrastructures dont les habitats forestiers (forêt de Pins de Salzman et chênaie verte) et rupicoles sont bien conservés. La pinède de Pins de Salzmann de Saint-Guilhem-le-Désert est une souche pure et classée comme porte-graines par les services forestiers. Il s'agit d'une forêt développée sur des roches dolomitiques[9] ;
- les « gorges de la Vis et de la Virenque », d'une superficie de 5 501 ha, un grand site régional qui entaille et sépare l'ensemble des grands causses méridionaux. Il présente deux intérêts majeurs : des habitats aquatiques et des ripisylves, avec six espèces de l'annexe II et des habitats de rochers avec des chauves-souris, les pentes avec de grands éboulis et des pentes boisées de hêtraie calcicole[10] ;

#### Zones naturelles d'intérêt écologique, faunistique et floristique
L’inventaire des zones naturelles d'intérêt écologique, faunistique et floristique (ZNIEFF) a pour objectif de réaliser une couverture des zones les plus intéressantes sur le plan écologique, essentiellement dans la perspective d’améliorer la connaissance du patrimoine naturel national et de fournir aux différents décideurs un outil d’aide à la prise en compte de l’environnement dans l’aménagement du territoire.
Une ZNIEFF de type 1 est recensée sur la commune :
les « gorges de la Vis » (3 661 ha), couvrant 8 communes dont cinq dans le Gard et trois dans l'Hérault et trois ZNIEFF de type 2, : 
- le « causse et contreforts du Larzac et montagne de la Séranne » (44 035 ha), couvrant 33 communes dont une dans l'Aveyron, deux dans le Gard et 30 dans l'Hérault[13] ;
- les « gorges de la Vis et de la Virenque » (9 620 ha), couvrant 16 communes dont dix dans le Gard et six dans l'Hérault[14] ;
- le « plateau du Taurac » (2 196 ha), couvrant 8 communes dont une dans le Gard et sept dans l'Hérault[15].

Carte des ZNIEFF de type 1 et 2 à Cazilhac.
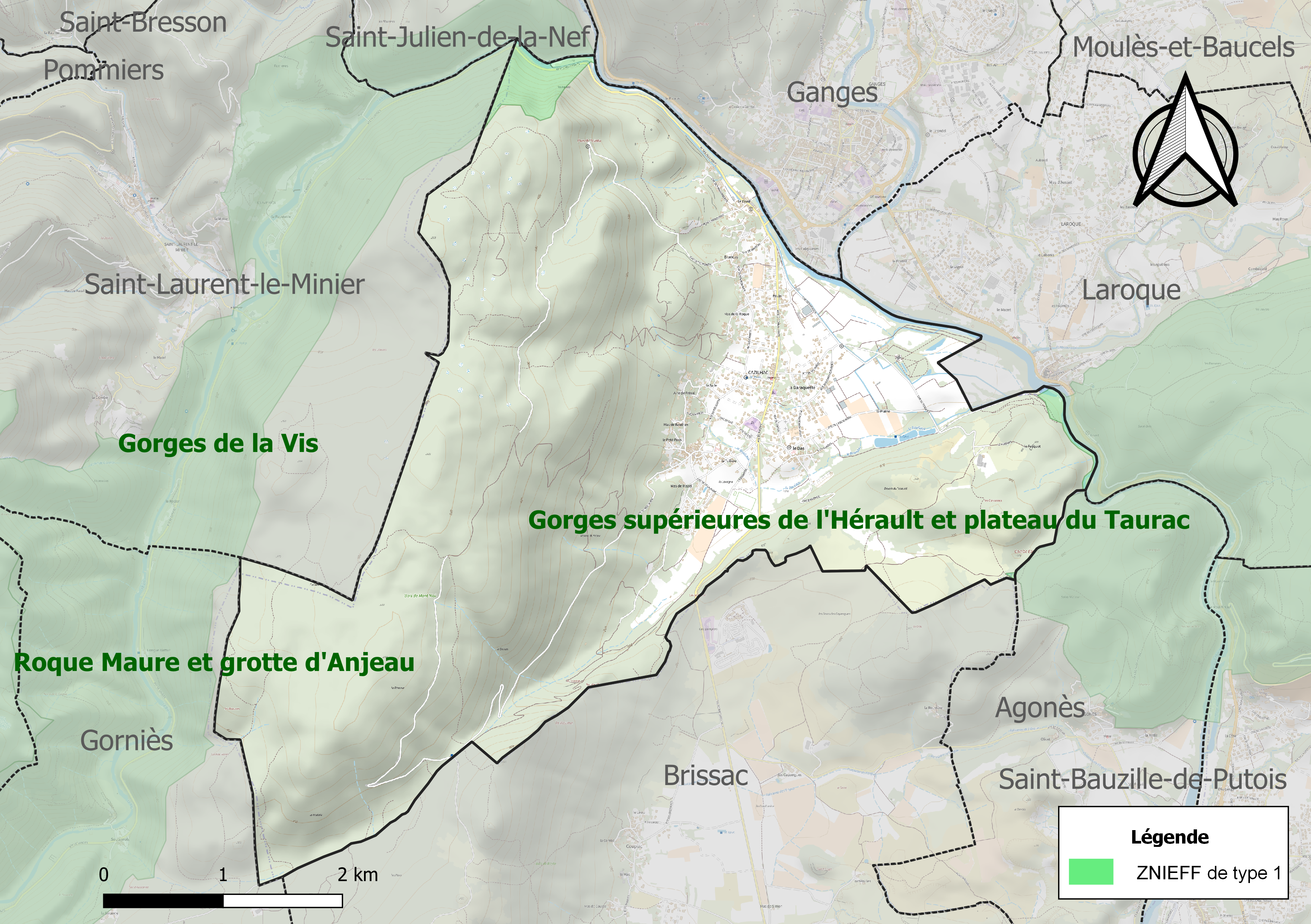
Carte de la ZNIEFF de type 1 sur la commune.
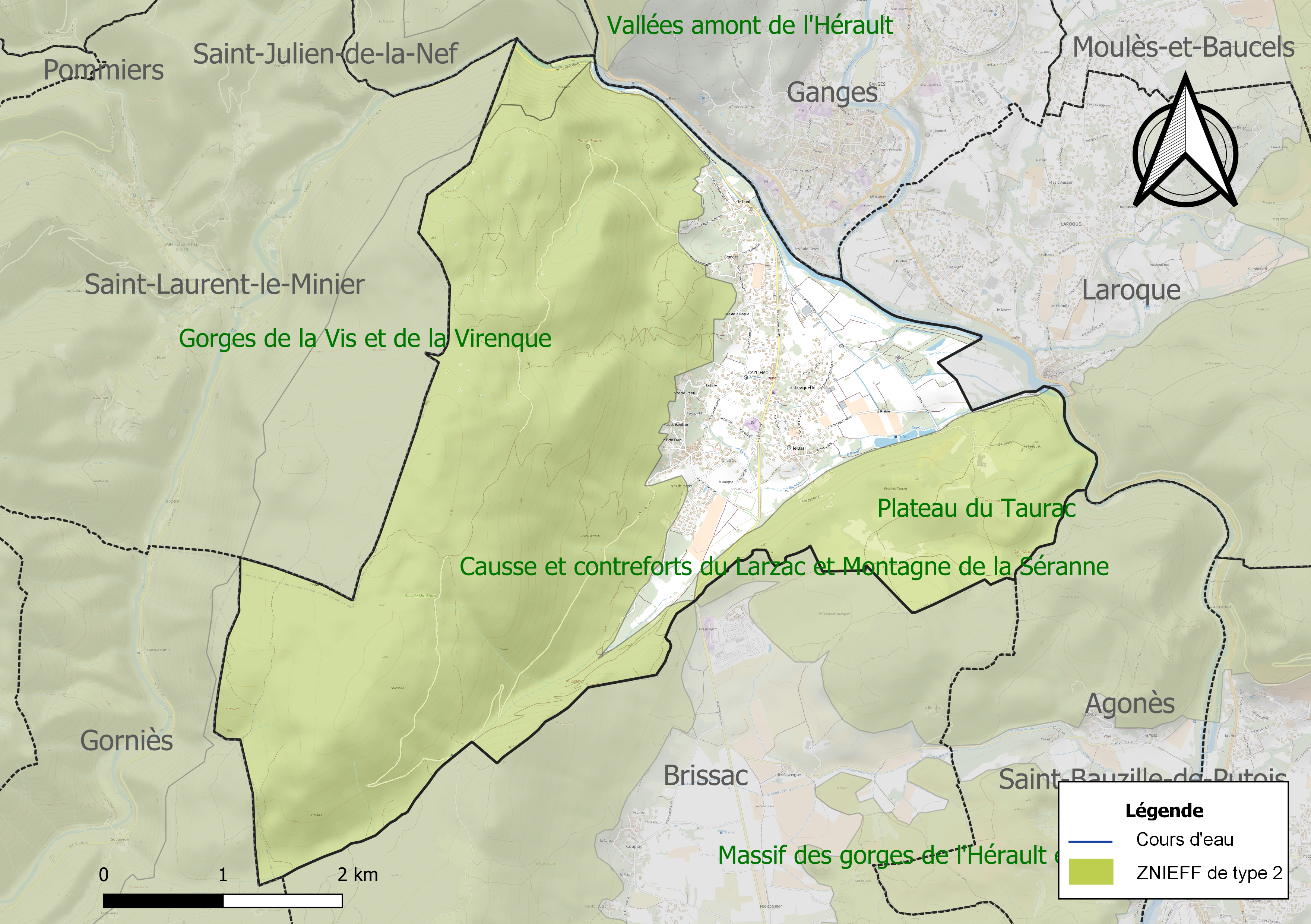
Carte des ZNIEFF de type 2 sur la commune.

## Urbanisme

### Typologie
Au 1er janvier 2024, Cazilhac est catégorisée petite ville, selon la nouvelle grille communale de densité à sept niveaux définie par l'Insee en 2022.
Elle appartient à l'unité urbaine de Ganges, une agglomération intra-départementale regroupant quatre  communes, dont elle est une commune de la banlieue,,. La commune est en outre hors attraction des villes,.

### Occupation des sols
L'occupation des sols de la commune, telle qu'elle ressort de la base de données européenne d’occupation biophysique des sols Corine Land Cover (CLC), est marquée par l'importance des forêts et milieux semi-naturels (78,8 % en 2018), en diminution par rapport à 1990 (80 %). La répartition détaillée en 2018 est la suivante : 
milieux à végétation arbustive et/ou herbacée (57,6 %), forêts (21,2 %), zones agricoles hétérogènes (11,7 %), zones urbanisées (6,3 %), prairies (3,2 %). L'évolution de l’occupation des sols de la commune et de ses infrastructures peut être observée sur les différentes représentations cartographiques du territoire : la carte de Cassini (XVIIIe siècle), la carte d'état-major (1820-1866) et les cartes ou photos aériennes de l'IGN pour la période actuelle (1950 à aujourd'hui).

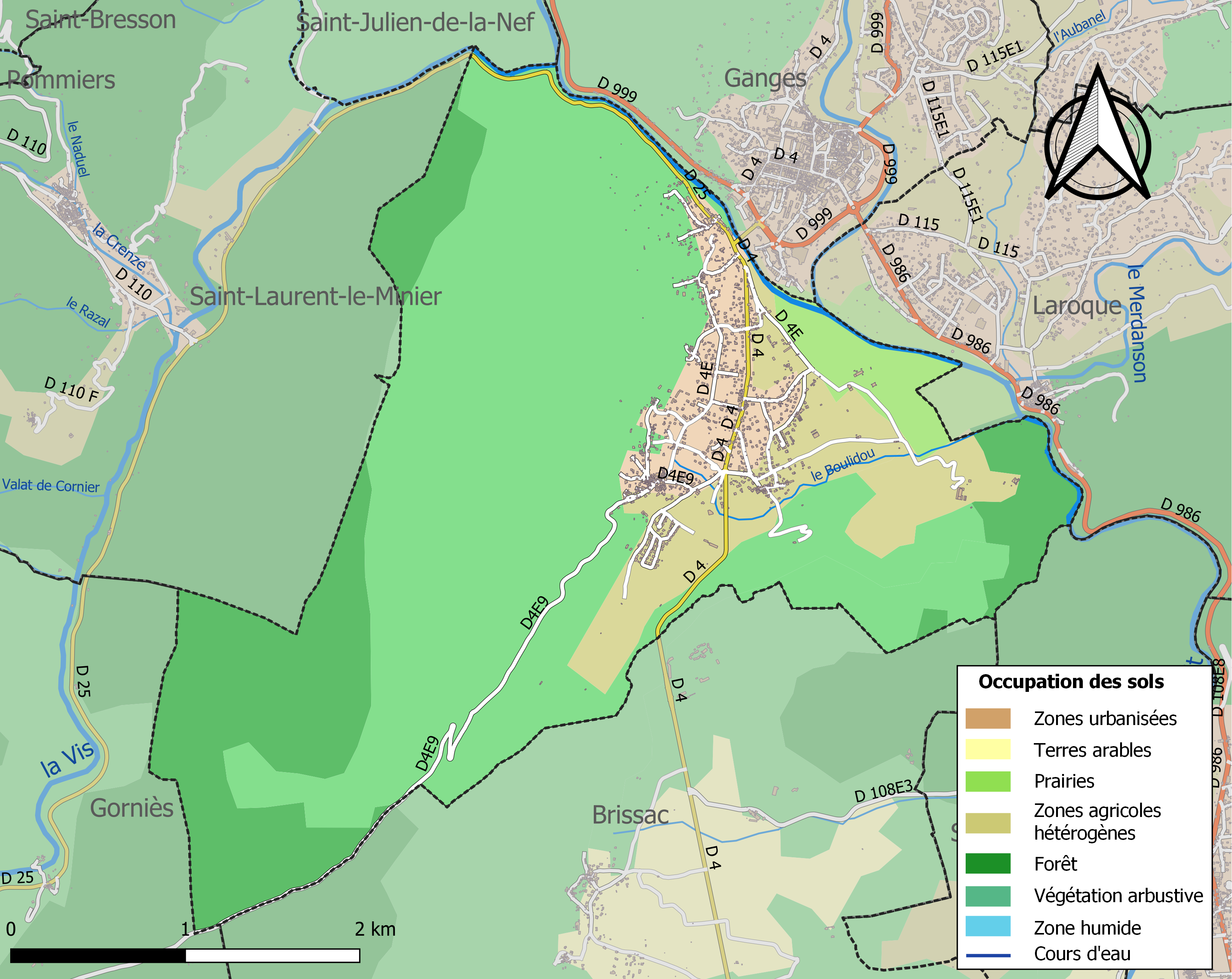
Carte des infrastructures et de l'occupation des sols de la commune en 2018 (CLC).

### Risques majeurs
Le territoire de la commune de Cazilhac est vulnérable à différents aléas naturels : météorologiques (tempête, orage, neige, grand froid, canicule ou sécheresse), inondations, feux de forêts et séisme (sismicité faible). Un site publié par le BRGM permet d'évaluer simplement et rapidement les risques d'un bien localisé soit par son adresse soit par le numéro de sa parcelle.
Certaines parties du territoire communal sont susceptibles d’être affectées par le risque d’inondation par débordement de cours d'eau, notamment l'Hérault, la Vis et le Rieutord. La commune a été reconnue en état de catastrophe naturelle au titre des dommages causés par les inondations et coulées de boue survenues en 1982, 1994, 1995, 2011, 2014, 2015 et 2020,.
Cazilhac est exposée au risque de feu de forêt. Un plan départemental de protection des forêts contre les incendies (PDPFCI) a été approuvé en juin 2013 et court jusqu'en 2022, où il doit être renouvelé. Les mesures individuelles de prévention contre les incendies sont précisées par deux arrêtés préfectoraux et s’appliquent dans les zones exposées aux incendies de forêt et à moins de 200 mètres de celles-ci. L’arrêté du 25 avril 2002 réglemente l'emploi du feu en interdisant notamment d’apporter du feu, de fumer et de jeter des mégots de cigarette dans les espaces sensibles et sur les voies qui les traversent sous peine de sanctions. L'arrêté du 11 mars 2013 rend le débroussaillement obligatoire, incombant au propriétaire ou ayant droit,.

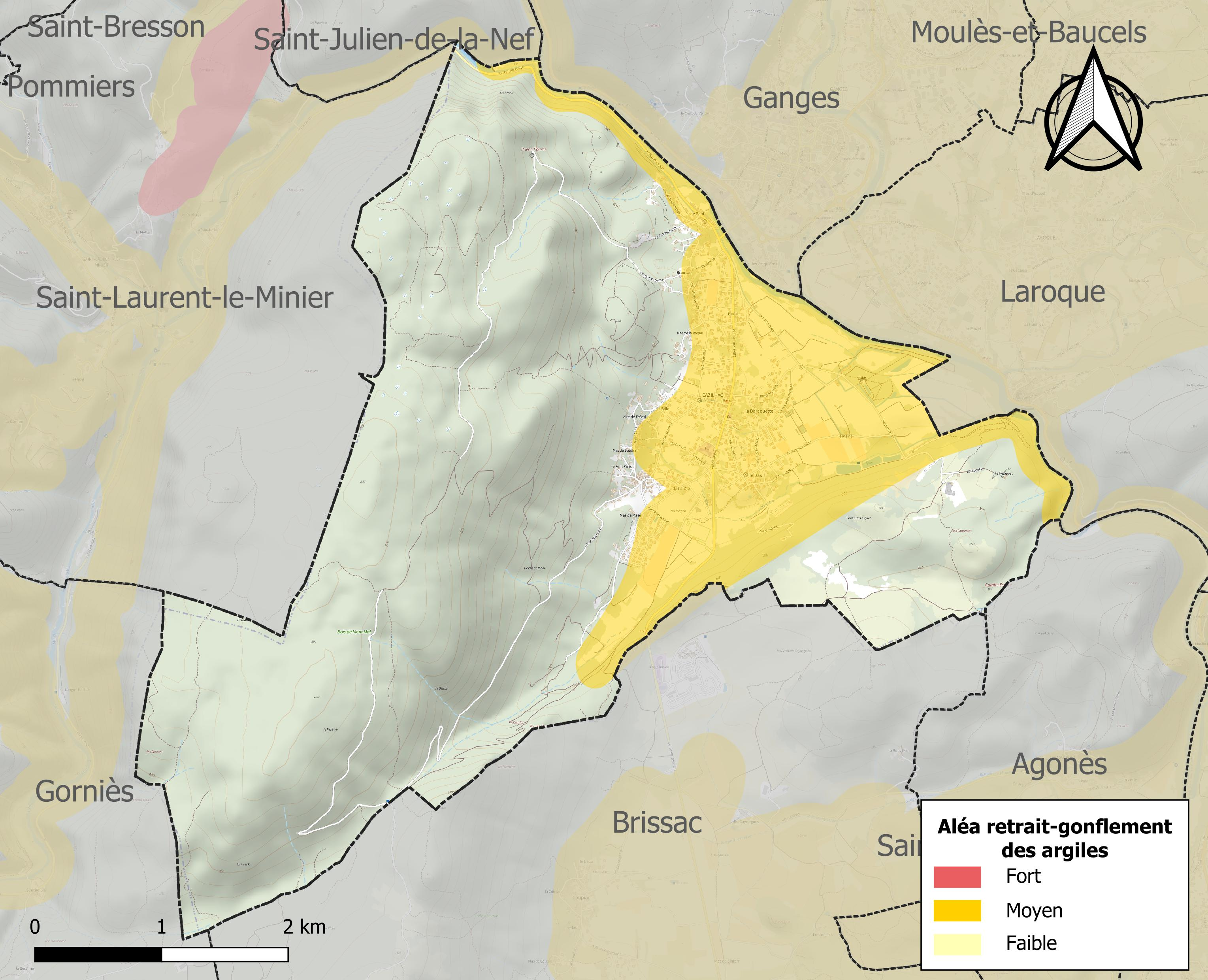
Carte des zones d'aléa retrait-gonflement des sols argileux de Cazilhac.

Le retrait-gonflement des sols argileux est susceptible d'engendrer des dommages importants aux bâtiments en cas d’alternance de périodes de sécheresse et de pluie. 22,7 % de la superficie communale est en aléa moyen ou fort (59,3 % au niveau départemental et 48,5 % au niveau national). Sur les 665 bâtiments dénombrés sur la commune en 2019, 525 sont en aléa moyen ou fort, soit 79 %, à comparer aux 85 % au niveau départemental et 54 % au niveau national. Une cartographie de l'exposition du territoire national au retrait gonflement des sols argileux est disponible sur le site du BRGM,.
Par ailleurs, afin de mieux appréhender le risque d’affaissement de terrain, l'inventaire national des cavités souterraines permet de localiser celles situées sur la commune.

## Histoire
Le village de Cazilhac est fort ancien puisqu'il est mentionné dès 1107 par le cartulaire de Gellone sous le nom de Casialacum. Au XIIe siècle, Casialacum devient Cassillac, puis enfin Cazilhac au XVIIe siècle.
Le 14 septembre 1885, la commune de Cazilhac-le-Bas prend le nom de Cazilhac.

## Politique et administration

### Tendances politiques et résultats
Les résultats électoraux présentés dans le tableau ci-dessous démontrent une surreprésentation de l'extrême-droite au sein de la commune, par rapport au niveau national, au détriment des forces plus centrales, tandis que la gauche est approximativement dans sa moyenne nationale.
| Scrutin             | Scrutin             | 1er tour | 1er tour | 1er tour | 1er tour | 1er tour    | 1er tour | 1er tour | 1er tour   | 1er tour | 1er tour | 1er tour | 1er tour | 2d tour | 2d tour | 2d tour | 2d tour | 2d tour | 2d tour |
| Scrutin             | Scrutin             | 1er      | 1er      | %        | 2e       | 2e          | %        | 3e       | 3e         | %        | 4e       | 4e       | %        | 1er     | 1er     | %       | 2e      | 2e      | %       |
| ------------------- | ------------------- | -------- | -------- | -------- | -------- | ----------- | -------- | -------- | ---------- | -------- | -------- | -------- | -------- | ------- | ------- | ------- | ------- | ------- | ------- |
| Présidentielle 2017 | Présidentielle 2017 |          | FN       | 30,36    |          | LFI         | 18,78    |          | LR         | 19,70    |          | EM       | 15,53    |         | FN      | 50,43   |         | EM      | 49,57   |
| Présidentielle 2022 | Présidentielle 2022 |          | RN       | 31,92    |          | LFI         | 23,52    |          | LREM       | 18,48    |          | REC      | 8,79     |         | RN      | 56,12   |         | LREM    | 43,88   |
| Législatives 2022   | 4e                  |          | RN       | 31,36    |          | LFI (NUPES) | 24,70    |          | LREM (ENS) | 19,85    |          | REC      | 5,00     |         | RN      | 56,09   |         | LFI     | 43,91   |
| Législatives 2024   | 4e                  |          | RN       | 48,16    |          | LFI (NFP)   | 29,61    |          | HOR (ENS)  | 18,55    |          | REC      | 2,97     |         | RN      | 57,54   |         | LFI     | 42,46   |

### Liste des maires
| Période   | Période   | Identité                     | Étiquette | Qualité                                        |
| --------- | --------- | ---------------------------- | --------- | ---------------------------------------------- |
| 1794      | 1799      | Pierre Garric                |           |                                                |
| 1799      | 1806      | Jean Ribard                  |           |                                                |
| 1806      | 1813      | Pierre Foulquier             |           |                                                |
| 1813      | 1815      | Louis de Castel Viel (Comte) |           |                                                |
| 1815      | 1821      | Pierre Garric                |           |                                                |
| 1821      | 1830      | André Pouget                 |           |                                                |
| 1830      | 1834      | Barthélémy Guibal            |           |                                                |
| 1834      | 1847      | François Gounelle            |           | Démissionnaire                                 |
| 1847      | 1848      | Victor Delarbre              |           |                                                |
| 1848      | 1850      | François Gounelle            |           | Démissionnaire                                 |
| 1850      | 1866      | Pierre Garric                |           |                                                |
| 1866      | 1871      | Charles Barral               |           |                                                |
| 1871      | 1878      | Barthélémy Garric            |           |                                                |
| 1878      | 1884      | Paul Gounelle                |           |                                                |
| 1884      | 1896      | Achille Gros                 |           |                                                |
| 1896      | 1898      | Clément Ribard               |           |                                                |
| 1898      | 1902      | Barthélémy Fesquet           |           |                                                |
| 1902      | 1904      | Henry Ricard                 |           |                                                |
| 1904      | 1944      | Henri de Rodez (Comte)       |           |                                                |
| 1945      | 1945      | Victor Cambon                |           |                                                |
| 1945      | 1950      | Délégation spéciale          |           | Présidents : Emile Anguiviel et Raymond Poncet |
| 1950      | 1977      | Roger Fesquet                |           |                                                |
| 1977      | 1995      | Maurice Gros                 | RPR       |                                                |
| 1995      | mars 2014 | Pierre Servier               | DVD       |                                                |
| mars 2014 | En cours  | Pierre Compan                | UDI       | Agent général d'assurances                     |

## Démographie
L'évolution du nombre d'habitants est connue à travers les recensements de la population effectués dans la commune depuis 1793. Pour les communes de moins de 10 000 habitants, une enquête de recensement portant sur toute la population est réalisée tous les cinq ans, les populations de référence des années intermédiaires étant quant à elles estimées par interpolation ou extrapolation. Pour la commune, le premier recensement exhaustif entrant dans le cadre du nouveau dispositif a été réalisé en 2004.

En 2022, la commune comptait 1 583 habitants, en évolution de +4,97 % par rapport à 2016 (Hérault : +7,49 %, France hors Mayotte : +2,11 %).
| 1793 | 1800 | 1806 | 1821 | 1831 | 1836 | 1841 | 1846 | 1851 |
| ---- | ---- | ---- | ---- | ---- | ---- | ---- | ---- | ---- |
| 362  | 399  | 450  | 427  | 503  | 582  | 551  | 659  | 645  |

| 1856 | 1861 | 1866 | 1872 | 1876 | 1881 | 1886 | 1891 | 1896 |
| ---- | ---- | ---- | ---- | ---- | ---- | ---- | ---- | ---- |
| 674  | 676  | 666  | 720  | 690  | 685  | 711  | 719  | 675  |

| 1901 | 1906 | 1911 | 1921 | 1926 | 1931 | 1936 | 1946 | 1954 |
| ---- | ---- | ---- | ---- | ---- | ---- | ---- | ---- | ---- |
| 656  | 710  | 723  | 649  | 721  | 684  | 664  | 633  | 675  |

| 1962 | 1968 | 1975 | 1982 | 1990  | 1999  | 2004  | 2006  | 2009  |
| ---- | ---- | ---- | ---- | ----- | ----- | ----- | ----- | ----- |
| 746  | 857  | 840  | 915  | 1 004 | 1 161 | 1 239 | 1 251 | 1 269 |

| 2014  | 2019  | 2022  | - | - | - | - | - | - |
| ----- | ----- | ----- | - | - | - | - | - | - |
| 1 481 | 1 536 | 1 583 | - | - | - | - | - | - |

## Économie

### Revenus
En 2018, la commune compte 657 ménages fiscaux, regroupant 1 538 personnes. La médiane du revenu disponible par unité de consommation est de 20 250 € (20 330 € dans le département).

### Emploi
|                | 2008   | 2013   | 2018   |
| -------------- | ------ | ------ | ------ |
| Commune        | 8,1 %  | 8,6 %  | 10,2 % |
| Département    | 10,1 % | 11,9 % | 12 %   |
| France entière | 8,3 %  | 10 %   | 10 %   |

En 2018, la population âgée de 15 à 64 ans s'élève à 856 personnes, parmi lesquelles on compte 76,7 % d'actifs (66,4 % ayant un emploi et 10,2 % de chômeurs) et 23,3 % d'inactifs,. En  2018, le taux de chômage communal (au sens du recensement) des 15-64 ans est inférieur à celui du département, mais supérieur à celui de la France, alors qu'en 2008 il était inférieur à celui de la France.
La commune est hors attraction des villes,. Elle compte 128 emplois en 2018, contre 140 en 2013 et 129 en 2008. Le nombre d'actifs ayant un emploi résidant dans la commune est de 579, soit un indicateur de concentration d'emploi de 22,1 % et un taux d'activité parmi les 15 ans ou plus de 53,3 %.
Sur ces 579 actifs de 15 ans ou plus ayant un emploi, 76 travaillent dans la commune, soit 13 % des habitants. Pour se rendre au travail, 91,8 % des habitants utilisent un véhicule personnel ou de fonction à quatre roues, 1,2 % les transports en commun, 3,6 % s'y rendent en deux-roues, à vélo ou à pied et 3,4 % n'ont pas besoin de transport (travail au domicile).

### Activités hors agriculture

#### Secteurs d'activités
93 établissements sont implantés  à Cazilhac au 31 décembre 2019. Le tableau ci-dessous en détaille le nombre par secteur d'activité et compare les ratios avec ceux du département,.
| Secteur d'activité                                                                                        | Commune | Commune | Département |
| Secteur d'activité                                                                                        | Nombre  | %       | %           |
| --- | ------- | ------- | ----------- |
| Ensemble                                                                                                  | 93      | 100 %   | (100 %)     |
| Industrie manufacturière, industries extractives et autres                                                | 8       | 8,6 %   | (6,7 %)     |
| Construction                                                                                              | 32      | 34,4 %  | (14,1 %)    |
| Commerce de gros et de détail, transports, hébergement et restauration                                    | 13      | 14 %    | (28 %)      |
| Information et communication                                                                              | 5       | 5,4 %   | (3,3 %)     |
| Activités financières et d'assurance                                                                      | 1       | 1,1 %   | (3,2 %)     |
| Activités immobilières                                                                                    | 2       | 2,2 %   | (5,3 %)     |
| Activités spécialisées, scientifiques et techniques et activités de services administratifs et de soutien | 12      | 12,9 %  | (17,1 %)    |
| Administration publique, enseignement, santé humaine et action sociale                                    | 9       | 9,7 %   | (14,2 %)    |
| Autres activités de services                                                                              | 11      | 11,8 %  | (8,1 %)     |

Le secteur de la construction est prépondérant sur la commune puisqu'il représente 34,4 % du nombre total d'établissements de la commune (32 sur les 93 entreprises implantées  à Cazilhac), contre 14,1 % au niveau départemental.

#### Entreprises et commerces
Les deux entreprises ayant leur siège social sur le territoire communal qui génèrent le plus de chiffre d'affaires en 2020 sont : 
- A2Web Communication, activités des agences de publicité (39 k€) ;
- Agantico Informatique, conseil en systèmes et logiciels informatiques (13 k€).

### Agriculture
|               | 1988 | 2000 | 2010 | 2020 |
| ------------- | ---- | ---- | ---- | ---- |
| Exploitations | 35   | 21   | 6    | 4    |
| SAU (ha)      | 132  | 159  | 50   | 191  |

La commune est dans le « Soubergues », une petite région agricole occupant le nord-est du département de l'Hérault. En 2020, l'orientation technico-économique de l'agriculture  sur la commune est la polyculture et/ou le polyélevage. Quatre exploitations agricoles ayant leur siège dans la commune sont dénombrées lors du recensement agricole de 2020 (35 en 1988). La superficie agricole utilisée est de 191 ha,,.

## Culture locale et patrimoine

### Lieux et monuments

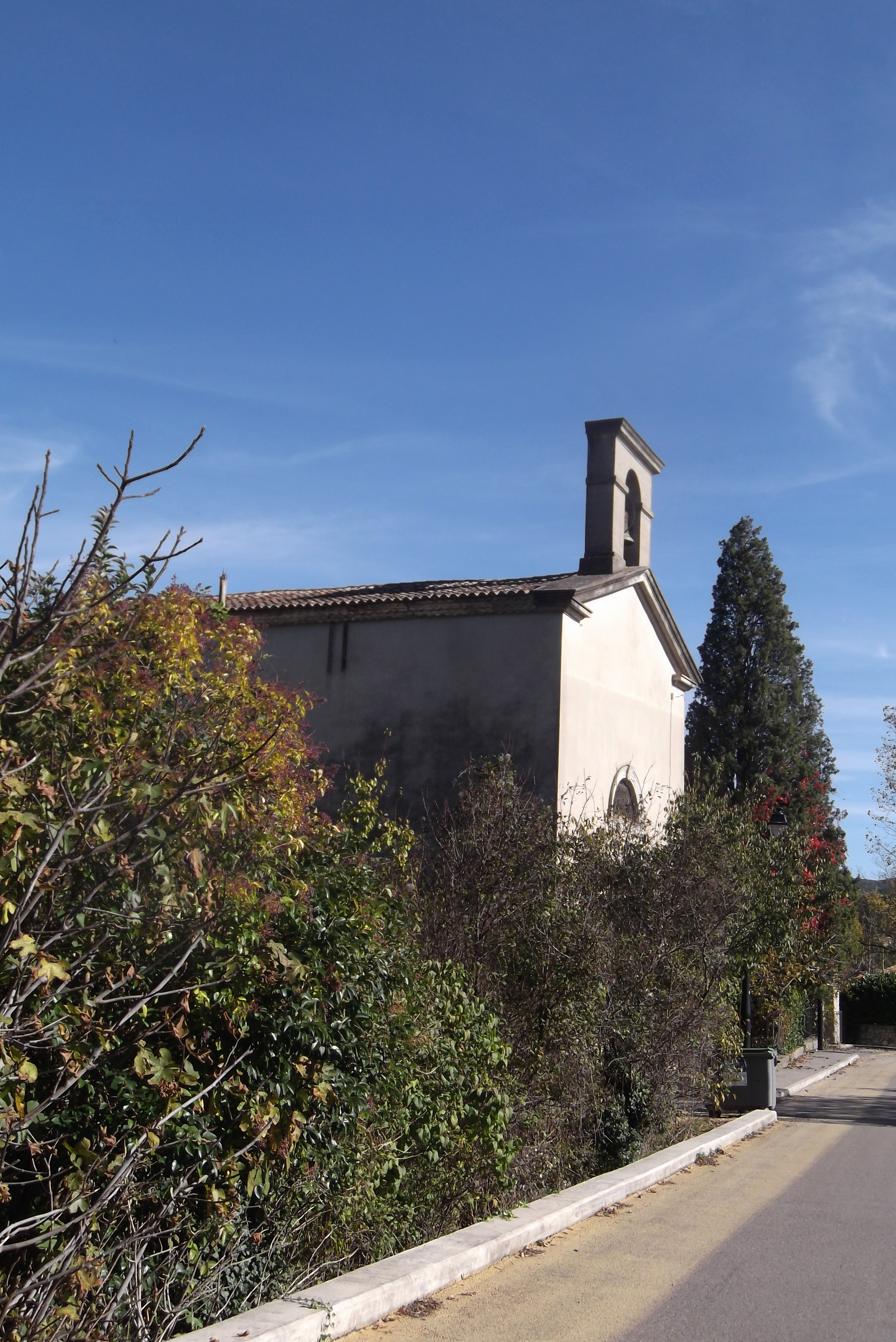
Cazilhac-le-Haut, Temple réformé.

- Temple protestant de la Tuilière, Cazilhac-le-Haut.
- Les Meuses de Cazilhac, datant de la fin du XVIIIe siècle servent à l’irrigation de la plaine. Ce sont six grandes roues élévatrices en bois, couvertes de mousse, disposées tout au long d’un canal alimenté par l’eau de la Vis[37].
- Anciennes filatures le long de la rive droite de l'Hérault face à Ganges.
- Belle cloche de la fin du XVIIIe, réalisée par le fondeur Guillaume Poutingon, fils de Jean Poutingon et réinstallée à la fin du XIXe sur le bâtiment de la mairie-école pour l'horloge de ce bâtiment.

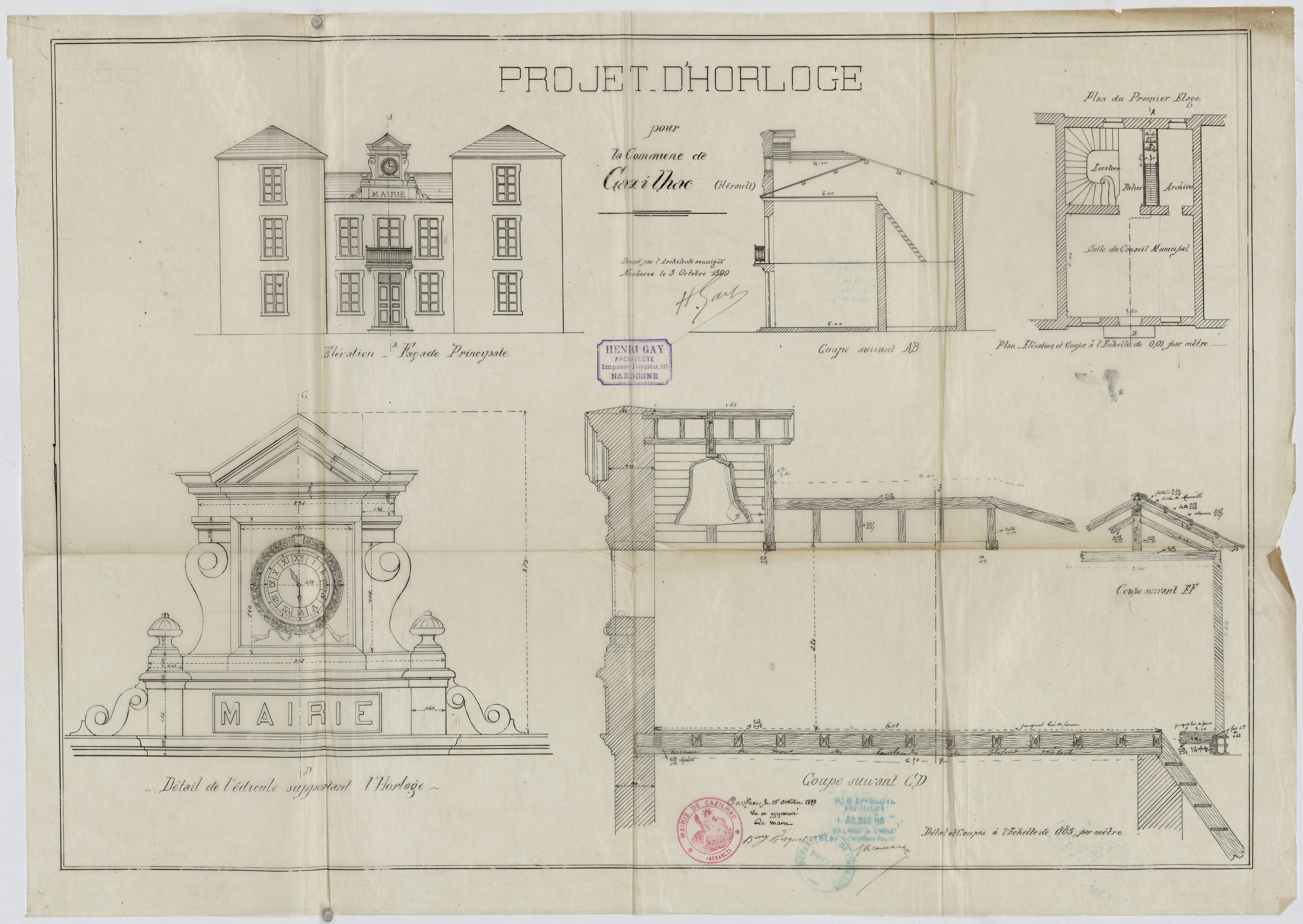
Projet d'horloge et de cloche : plan (1899).

- Église Saint-Léonce de Cazilhac-le-Bas.

### Héraldique
| Armes de Cazilhac | Les armes de Cazilhac se blasonnent ainsi : D'or à deux lions léopardé de gueules, à la bordure de sinople chargée de huit besants d'argent. |